# ×Anacamptiplatanthera
×Anacamptiplatanthera, hibridni rod orhideja iz Francuske. Jedina vrsta je × Anacamptiplatanthera payotii, nastala križanjem vrsta Anacamptis pyramidalis × Platanthera bifolia.